# ولفرام ألفا
ولفرام ألفا (بالإنجليزية: WolframAlpha)‏، هو محرك بحث أطلق عند الساعة الثالثة من صباح 16 مايو 2009. على خلاف محركات البحث التقليدية، فإن ولفرام يقوم بالإجابة عن الأسئلة التي تطرح عليه في حين تقوم البواحيث (محركات البحث) التقليدية بمجرد عرض قائمة من مواقع الإنترنت ذات العلاقة بالكلمات المفتاحية التي يتم البحث عبرها.
فمثلاً يمكن استخدام محرك بحث ولفرام للإجابة عن سؤال «من أغنى رجل في العالم؟» قيقدم لنا اسم ذلك الشخص، في حين يقوم جوجل مثلاً عندما يطرح عليه نفس السؤال بعرض قائمة بمواقع الإنترنت ذات العلاقة بالكلمات المفتاحية المستخدمة في هذا السؤال.
بعض المطورين الذي جربوا محرك البحث الجديد أكدوا بأنه سيكون «قاتل جوجل» ولكن في الواقع فإن ولفرام ليس كمحركات البحث التقليدية حيث أنه عبارة عن مجموعة من العمليات الحسابية التي تعتمد على أفكار من مطور محرك البحث ستيفن ولفرام.

## وصلات خارجية
- الموقع الرسمي. (بالإنجليزية)